# Svartasjön (Sjötofta socken, Västergötland)
Svartasjön är en sjö i Tranemo kommun i Västergötland och ingår i Ätrans huvudavrinningsområde.